# Welcome to Waikiki 2
Welcome to Waikiki 2 (hangeul : 으라차차 와이키키 2, RR : Eurachacha Waikiki 2) est une série télévisée sud-coréenne de 2019 mettant en vedette Lee Yi-kyung, Kim Seon-ho, Shin Hyun-soo, Moon Ga-young, Ahn So-hee et Kim Ye-won. Cette série est la suite de Welcome to Waikiki de 2018. Il a été diffusé les lundis et mardis sur JTBC à 21h30 (KST) du 25 mars au 14 mai 2019.

## Synopsis
Désormais réussissant dans leurs terrains respectifs, les anciens propriétaires de Waikiki sont partis à l'exception de Lee Joon-ki. Tout en luttant avec sa carrière, il tente de faire revivre une maison d'hôtes en faillite avec l'aide d'amis du lycée Cha Woo-sik et Kook Ki-bong.

## Distribution

### Principal
- Lee Yi-kyung dans le rôle de Lee Joon-ki[3],[4]

PDG de la maison d'hôtes de Waikiki. Il rêve de devenir un acteur célèbre.
- Kim Seon-ho dans le rôle de Cha Woo-sik[3]

L'ami de lycée de Joon-ki qui a investi dans la maison d'hôtes de Waikiki. Il rêve de devenir musicien.
- Shin Hyun-soo dans le rôle de Kook Ki-bong[3],[5]

L'ami de lycée de Joon-ki qui a investi dans la maison d'hôtes de Waikiki. Il rêve de devenir joueur de baseball.
- Moon Ga-young dans le rôle de Han Soo-yeon[6]

Le premier amour de Joon-ki, Woo-sik et Ki-bong. Après l'annulation de son mariage, elle doit apprendre à gagner de l'argent pour elle-même.
- Ahn So-hee dans le rôle de Kim Jeong-eun

L'amie d'université de Joon-ki qui rêve de devenir actrice. En attendant, elle fait des petits boulots. Elle tombe amoureuse de Joon-ki.
- Kim Ye-won dans le rôle de Cha Yoo-ri[6]

La sœur aînée de Woo-sik. Elle est manipulatrice et sait utiliser les faiblesses des autres pour obtenir ce qu'elle veut. Rêvant d'avoir son propre restaurant, elle tombe plus tard amoureuse de Ki-bong.

### Secondaire
- Jeon Soo-kyeong en tant que propriétaire de la maison d'hôtes de Waikiki (Ep. 1–2, 16)[7]
- Song Young-jae en tant qu'entraîneur de l'équipe de baseball
- Jung Eun-woo dans le rôle de Min-seok, l'ex-fiancée de Soo-yeon (Ep. 1–2)
- Jung In-gi en tant que père de Soo-yeon (Ep. 1–2, 16)

### Apparitions spéciales
- Lee Jun-hyeok en tant que réalisateur avec de l'amnésie (Ep.1)
- Kim Hyeong-beom en tant que réalisateur (Ep.2)
- Kim Young-dae dans le rôle du junior de baseball à succès de Kook Ki-bong à l'académie de baseball (Ep.2)
- Joo Sang-wook dans le rôle de Kang Min-ho, la meilleure star (Ep.2)[8]
- Jung Man-sik en tant que prêteur (Ep.2)
- Oh Na-ra en tant qu'épouse du prêteur (Ep.2)[9]
- Moon Hee-kyung en tant que mère de Min-seok (Ep.2)[10]
- Lee Si-eon en tant que producteur (Ep.3)[11]
- Lee Jung-eun en tant que propriétaire du Kimbap Heavenly (Ep.3)[12]
- Kim Young-woong en tant que gardien de zoo (Ep.3)[12]
- Im Kang-sung dans le rôle de Yu-min, top star (Ep.4)[13]
- Byeon Woo-seok dans le rôle de Yoon Seo-jun (Ep.4)[14]
- Park Ah-in dans le rôle de Da-young (Ep.5)[15]
- In Gyo-jin dans le rôle de Kwak Ha-ni (Ep.5)[16]
- Kim Yeon-woo en tant que senior de Woo-sik (Ep.6)[17]
- Shim Hyung-tak dans le rôle de sunbae Byeong-cheol (l'aîné de Gi-bong à l'académie de baseball) (Ep. 6–7)
- Kim Ki-cheon en mendiant (Ep. 7)[18]
- Shin Hyun-jong en tant que manifestant (Ep.7)
- Oh Hee-joon en pervers (Ep. 7)[18]
- Yoon Ji-won en tant qu'invité du Waikiki (Ep.7)
- Kim Kwang-sik dans le rôle de Park Yong-pal, chef de gangster (Ep.8)[19]
- Lee Hee-jin dans le rôle de Kang Mi-young, la femme du patron (Ep.8)[19]
- Heo Tae-hee dans le rôle de Sang-woo, présentateur de nouvelles (Ep. 8-9)[19]
- Kim Jong-pal dans le rôle de Park Cho-rong, un éleveur de moutons (Ep.9)[20]
- Kim Joo-ryoung en tant que professeur de discours (Ep.9)
- Kim Il-jung en tant qu'animateur de quiz (Ep.10)
- Yang Joo-ho en tant qu'invité du Waikiki (Ep.10)
- Yeom Dong-heon dans le rôle de Jang Jun-hyeok (Ep.11)
- Yoon Hee-seok (Ep.12)
- Bang Jun-ho (Ep.12)

## Production
- L'un des rôles principaux féminins a été offert à Kang Han-na, mais elle a refusé[21].
- Kim Jung-hyun, qui a joué dans la première saison, a décliné une offre de retour.
- Lee Yi-kyung est le seul acteur principal de la série originale qui a repris le rôle dans la deuxième saison.
- La première lecture du scénario a eu lieu le 21 janvier 2019 au JTBC Building à Sangam, Séoul, Corée du Sud[22].

## Bande originale

### Partie 1
| 1.    | Waikiki                       | Na Sung-ho (Noel)                            | 3:06 |
| 2.    | Waikiki (Actors Ver.)         | - Kim Seon-ho - Lee Yi-kyung - Shin Hyun-soo | 3:06 |
| 3.    | Waikiki (Inst.)               |                                              | 3:06 |
| 4.    | Waikiki (Actors Ver.) (Inst.) |                                              | 3:06 |
| 12:24 |                               |                                              |      |

### Partie 2
| 1.   | OMG! (이게 뭐야! 왜이래!) | Gu Yoon-hoe | 3:23 |
| 2.   | OMG! (Inst.)              |             | 3:23 |
| 6:46 |                           |             |      |

### Partie 3
| 1.   | Delight         | Kriesha Chu | 3:23 |
| 2.   | Delight (Inst.) |             | 3:23 |
| 6:46 |                 |             |      |

### Partie 4
| 1.   | How Can I Do         | Pentagon | 3:22 |
| 2.   | How Can I Do (Inst.) |          | 3:22 |
| 6:44 |                      |          |      |

### Partie 5
| 1.   | Even For 1 Minute (1분이라도) | Park Yong-in (Urban Zakapa) | 3:43 |
| 2.   | Even For 1 Minute (Inst.)     |                             |      |
| 3.   | Sans titre                    |                             | 3:43 |
| 7:26 |                               |                             |      |

### Partie 6
| 1.   | Looking The Stars         | WANNA | 3:28 |
| 2.   | Looking The Stars (Inst.) |       | 3:28 |
| 6:58 |                           |       |      |

### Partie 7
| 1.   | Forever More         | Seol Ha-yoon | 3:10 |
| 2.   | Forever More (Inst.) |              | 3:10 |
| 6:20 |                      |              |      |